# بيني فان برابانت
بيني فان برابانت (بالفرنسية: Benny Van Brabant)‏ ولد بتاريخ 8 مايو 1959 في بلجيكا، هو دراج بلجيكي سابق.

## روابط خارجية
- بيني فان برابانت على موقع أرشيف الدراجات (الإنجليزية)
- بيني فان برابانت على موقع إحصائيات الدراجات الإحترافية (الإنجليزية)
- بيني فان برابانت على موقع CycleBase (الإنجليزية)